# 斉木香
斉木 香（さいき かおり、9月6日 - ）は、日本の女性声優。千葉県出身。

## 人物
2010年3月まで81プロデュースに所属していた。
声種はソプラノ。
趣味・特技はピアノ、テニス。

## 出演作品

### テレビアニメ
- それいけ!アンパンマン（ネコのこども）

1983年
- ガジェット警部

2003年
- ロックマンエグゼ シリーズ（2003年 - 2005年、メットール[4]、アナウンス、売り子B、係員A、子供A、幼児ナビ、受付のおねいさん2、オペレーターナビ、看護士、客A、少年、女子アナ、女性ゲスト）  - 2シリーズ[一覧 1]

2005年
- ガラスの仮面（平成版）（津田キクエ）

2006年
- ぜんまいざむらい（子供A、町人、ハト時計、ゴージャス屋の奥様、子供）

2008年
- ゴルゴ13（女）
- スケアクロウマン（旅芸人の母）

### 吹き替え
2006年
- キンキーブーツ

### シリーズ一覧
1. ↑  第2シリーズ『AXESS』（2003年 - 2004年）、第3シリーズ『Stream』（2004年 - 2005年）